# Léon Laurent-Pichat
Pour les articles homonymes, voir Laurent, Laurent (patronyme) et Pichat.
Léon Laurent-Pichat, né le 11 juillet 1823 à Paris et mort le 12 juin 1886 dans la même ville, est un homme politique, poète et homme de lettres français, connu surtout pour le rôle qu'il a joué dans la publication de la première édition de Madame Bovary de Gustave Flaubert en 1857. « Laurent-Pichat, élégant et fin, avec sa taille bien prise de gentleman, son air à la fois cordial et réservé. »

## Carrière poétique et politique
Il fait ses études dans une pension à Saint-Mandé, dirigée par Jean-Henri Chevreau, puis au lycée Charlemagne. Avec le fils Henri Chevreau, il part ensuite en Italie, en Grèce et en Syrie, voyage dont il rapporte un premier volume de vers, Les Voyageuses, qu'il publie en 1844 avec les bénédictions de Victor Hugo, dont il est l'un des plus fervents admirateurs. Un bel héritage lui permet de poursuivre son penchant pour la poésie et de publier successivement deux nouveaux recueils, Libres Paroles et Chroniques rimées. La poésie doit selon lui aborder les problèmes de la société en s'ouvrant aux idées nouvelles ; mais la critique, tout en faisant bon accueil à la sincérité de son engagement, lui reproche de graves défauts dans la forme : une triste monotonie, engendrée par une surabondance de rimes riches, et une trop savante austérité « sans éclat et sans soleil ».
Après la Révolution de 1848, il collabore au Propagateur de l'Aube, journal fondé par Louis Ulbach, où il défend des idées républicaines. Puis, avec Louis Ulbach, Théophile Gautier, Arsène Houssaye et Maxime du Camp, il fait renaître la Revue de Paris, dont il devient le gérant en 1853. C'est à ce titre qu'il est traduit en justice en 1857, en compagnie de son imprimeur Auguste-Alexis Pillet et de Flaubert, lors du procès qui vise à faire condamner Madame Bovary pour outrage à la morale publique et religieuse et aux bonnes mœurs. Le procès se solde par un acquittement, mais la Revue de Paris est condamnée dans une autre affaire et supprimée l'année suivante par le gouvernement.
Laurent-Pichat collabore ensuite à plusieurs autres journaux, notamment Le Phare de la Loire, journal républicain de Nantes, publie des nouvelles et des romans de philosophie sociale, et donne en 1861 une série de conférences qu'il réunit sous le titre Les Poètes de combat. Lorsque Charles Delescluze fonde le journal radical Le Réveil, il y fait la chronique des Salons de 1861 et 1862. En 1862, Laurent-Pichat préface le premier recueil de poèmes de René Ponsard Les Échos du bord. En 1868, il publie un nouveau recueil de poésies intitulé Avant le jour.
Il est poursuivi à plusieurs reprises comme rédacteur en chef du Phare de la Loire, ainsi en novembre 1865 pour un article du 13 octobre "excitant à la haine et au mépris du Gouvernement de l'Empereur". Le directeur, Evariste Mangin, défendu par René Waldeck-Rousseau, est condamné à un mois de prison et 500 F d'amende ; Laurent-Pichat, défendu par Emmanuel Arago, à trois mois de prison et 1 000 F d'amende. Il est de nouveau condamné en mars 1868 à un mois de prison et 1 000 F d'amende.
En 1871, il est élu député de la Seine et siège à l'Assemblée nationale sur les bancs de l'Union républicaine. À la fin de son mandat, en 1875, il est élu sénateur inamovible. Il présente au Sénat un programme qui porte son nom et comporte entre autres les points suivants : amnistie des communards et suppression absolue de l'état de siège, liberté de réunion et d'association, liberté de la presse, instruction primaire obligatoire, gratuite et laïque, défense de la société civile contre l'envahissement du clergé, service militaire obligatoire pour tous sans privilèges d'aucune sorte, séparation de l'Église et de l'État. Il continue par ailleurs à militer pour les droits de l'humanité dans son dernier recueil de poésies, Les Réveils, paru en 1880. À sa mort en 1886, il est inhumé au cimetière du Père-Lachaise (division 8).

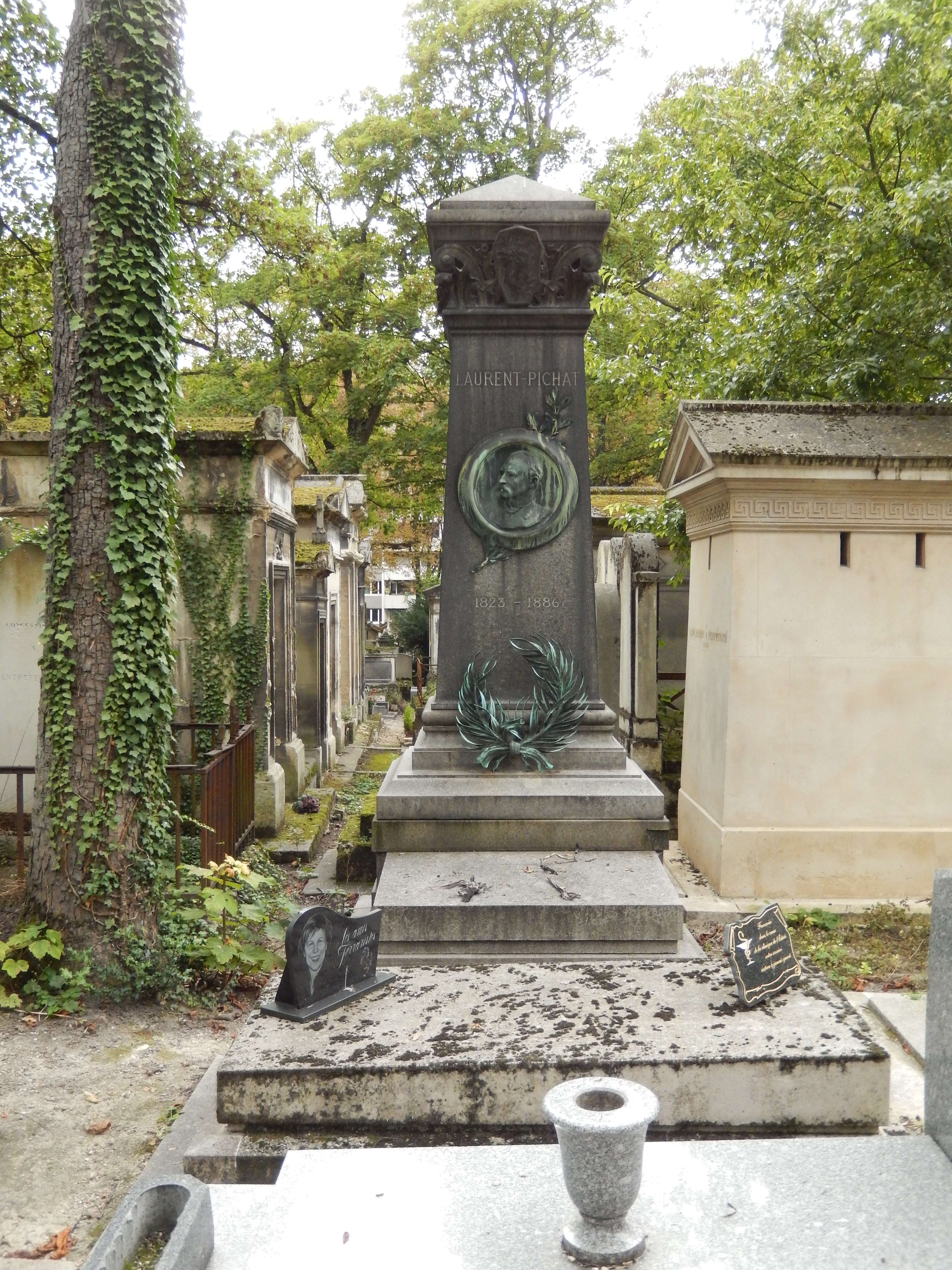
Tombe de Léon Laurent-Pichat au cimetière du Père Lachaise (division 8).

Les papiers personnels de Léon Laurent-Pichat sont conservés aux Archives nationales sous la cote 248AP.

## Le procès deMadame Bovary
Lors du procès qui se déroule le 7 février 1857 à la VIe Chambre correctionnelle de Paris, trois hommes comparaissent : « MM. Léon Laurent-Pichat et Auguste-Alexis Pillet, le premier gérant, le second imprimeur du recueil périodique La Revue de Paris, et M. Gustave Flaubert, homme de lettres », prévenus :
« 1° Laurent-Pichat, d'avoir, en 1856, en publiant dans les n° des 1er et 15 décembre de la Revue de Paris des fragments d'un roman intitulé Madame Bovary et, notamment, divers fragments contenus dans les pages 73, 77, 78, 272, 273, commis les délits d'outrage à la morale publique et religieuse et aux bonnes mœurs ; 2° Pillet et Flaubert d'avoir, Pillet en imprimant pour qu'ils fussent publiés, Flaubert en écrivant et remettant à Laurent-Pichat pour être publiés, les fragments du roman intitulé Madame Bovary, sus-désignés, aidé et assisté, avec connaissance, Laurent-Pichat dans les faits qui ont préparé, facilité et consommé les délits sus-mentionnés, et de s'être ainsi rendus complices de ces délits prévus par les articles 1er et 8 de la loi du 17 mal 1819, et 59 et 60 du Code pénal. »
C'est Maxime du Camp, l'ami d'enfance de Flaubert, qui avait remis entre les mains de Laurent-Pichat le manuscrit de Madame Bovary. Laurent-Pichat accepta le manuscrit mais exigea des coupures. Maxime du Camp l'appuya. Lui aussi était d'avis « que l'œuvre est trop touffue, que l'essentiel gagnerait à être dégagé d'un « tas de choses inutiles ». Que Flaubert ne s'inquiète pas : le codirecteur de la Revue de Paris a justement sous la main un spécialiste qui « pour cent francs » fera de Madame Bovary « une chose vraiment bonne ». Il supprimera le chapitre de la noce, écourtera les comices, sacrifiera une bonne partie de l'épisode du pied-bot ». Furieux, Flaubert gribouilla « gigantesque ! » au dos de la lettre et ne répondit pas. Mais lorsqu'il fut question de supprimer le célèbre passage du fiacre, Flaubert écrivit à Laurent-Pichat : « On ne blanchit pas les nègres et on ne change pas le sang d'un livre ; on peut l'appauvrir, voilà tout. »
Une fois le procès gagné et Madame Bovary publiée avec le minimum de coupures auxquelles Flaubert avait dû se résigner, il inscrivit sur son exemplaire personnel les lignes suivantes : « Cet exemplaire représente mon manuscrit tel qu'il est sorti des mains du sieur Laurent Pichat, poète et rédacteur propriétaire de la Revue de Paris. »

## Publications
- Les Voyageuses, poésies, avec Henri Chevreau (1844)
- Libres paroles, poésies (1847)
- Cartes sur table : Le Secret de Polichinelle. Le Bourgeois fantôme. La Villa de Pietro, nouvelles (1855)
- Chroniques rimées : Légendes. Chronique rimée de Jacques Bonhomme. Heures de patience, poésies (1856) Texte en ligne
- La Païenne, roman (1857)
- La Sibylle, roman (1857)
- L'Art et les artistes en France (1859)
- Gaston, roman (1860)
- Les Poètes de combat (1861) Texte en ligne
- Avant le jour, poésies (1868)
- Commentaires de la vie : Un conte de fée. Une soirée à San Germano Faustine. Les Deux Momies (1868)
- Les Réveils, poésies (1880) Texte en ligne
- Heures de fêtes, album intime (1893)